# بيدرو مارتين
بيدرو مارتين (بالإسبانية: Pedro Martín)‏ (16 يناير 1992 بمالقة في إسبانيا - ) هو لاعب كرة قدم إسباني في مركز الهجوم. لعب مع أتلتيكو مدريد ب وأتلتيكو مدريد وسلتا فيغو ب وسلتا فيغو ونادي تينيريفي ونادي ميرانديس ونومانسيا وأتلتيكو مدريد ج.

## وصلات خارجية
- بيدرو مارتين على موقع الاتحاد الأوربي (الإنجليزية)
- بيدرو مارتين على موقع قاعدة بيانات كرة القدم.إي يو (الإنجليزية)
- بيدرو مارتين على موقع Soccerway.com (الإنجليزية)
- بيدرو مارتين على موقع AS.com (الإسبانية)